# Nederlands kampioenschap halve marathon 1994
Het Nederlands kampioenschap halve marathon 1994 vond plaats op 23 juli 1994. Het was de derde keer dat de Atletiekunie een wedstrijd organiseerde met als inzet de nationale titel op de halve marathon (21,1 km). De wedstrijd vond plaats in Wolphaartsdijk.
Nederlands kampioen halve marathon bij de mannen werd John Vermeule. Vermeule finishte in 1:06.22 en won hiermee zijn tweede titel op rij. Hij finishte hiermee zeven seconden voor de Ethiopiër Getaneh Tessema. Bij de vrouwen was Irma Heeren het sterkste en won de wedstrijd en hiermee de nationale titel in 1:15.23.

## Uitslagen

### Mannen
| rang   | naam                | land | tijd    | NK     |
| ------ | ------------------- | ---- | ------- | ------ |
| Goud   | John Vermeule       | NED  | 1:06.22 | Goud   |
| Zilver | Getaneh Tessema     | ETH  | 1:06.29 |        |
| Brons  | Michel de Maat      | NED  | 1:06.36 | Zilver |
| 4      | Terje Naess         | NOR  | 1:07.48 |        |
| 5      | René Godlieb        | NED  | 1:08.39 | Brons  |
| 6      | Jos Sasse           | NED  | 1:08.50 | 4e     |
| 7      | Gerard Kappert      | NED  | 1:09.04 | 5e     |
| 8      | Hans van de Griendt | NED  | 1:09.39 | 6e     |
| 9      | Johan ten Kate      | NED  | 1:10.31 | 7e     |
| 10     | Wilfred Kiplagat    | KEN  | 1:11.09 |        |

### Vrouwen
| rang   | naam                  | land | tijd    | NK     |
| ------ | --------------------- | ---- | ------- | ------ |
| Goud   | Irma Heeren           | NED  | 1:15.23 | Goud   |
| Zilver | Carla Beurskens       | NED  | 1:17.52 | Zilver |
| Brons  | Anne van Schuppen     | NED  | 1:19.34 | Brons  |
| 4      | Ineke Vis             | NED  | 1:20.10 | 4e     |
| 5      | Marianne van de Linde | NED  | 1:20.23 | 5e     |
| 6      | Mieke Hombergen       | NED  | 1:20.44 | 6e     |
| 7      | Vivian Ruijters       | NED  | 1:25.01 | 7e     |
| 8      | Marianne Vlasveld     | NED  | 1:25.38 | 8e     |
| 9      | Monique Bruins        | NED  | 1:27.49 | 9e     |
| 10     | Lydia Klessens        | NED  | 1:28.50 | 10e    |

1992 · 
1993 · 
1994 · 
1995 · 
1996 · 
1997 ·
1998 ·
1999 · 
2000 · 
2001 · 
2002 · 
2003 · 
2004 · 
2005 · 
2006 · 
2007 · 
2008 · 
2009 · 
2010 · 
2011 · 
2012 · 
2013 · 
2014 · 
2015 · 
2016 ·
2017 ·
2018 ·
2019 ·
2022 ·
2023